# Nordel
Le Nordel (mot formé de la contraction de Nord et électricité), était l'organisme qui coordonnait les réseaux électriques interconnectés des Pays nordiques. Il a été remplacé en 2009 par l'ENTSO-E.

## Pays membres
- Danemark (partie Est – l'Ouest fait partie de l’UCTE)
- Finlande
- Norvège
- Suède

- Islande (observateur)